# Université Saint-Bonaventure
L'université Saint-Bonaventure (St. Bonaventure University) est une université privée catholique américaine située dans la ville d'Allegany (État de New York). Elle accueille 2 381 étudiants. Les franciscains fondent cette université (à l'époque collège universitaire) en 1858.

## Histoire
Un collège universitaire est fondé près d'Utica, grâce aux libéralités du financier Nicholas Devereux, fondateur de la ville d'Allegany, avec l'aide de l'évêque de Buffalo, Mgr Timon C.M. Les deux invitent des franciscains sous la direction du R.P. Pamphile de Magliano (en) qui s'y installent en 1856. Le St. Bonaventure's College obtient le statut d'université par l'État de New York en 1950. La résidence universitaire la plus grande, Devereux Hall, doit son nom au fondateur.
Saint-Bonaventure  a connu des difficultés financières au début des années 1990, frôlant la banqueroute en 1994. L'arrivée en février 1994 d'un nouveau président, Robert J. Wickenheiser, marque le début du changement. Le nombre des inscriptions augmente de façon significative et des investissements sont faits pour le campus. Au bout de quelques années, Saint-Bonaventure arrive à payer ses dettes et consolide son budget. La présidente suivante, sœur Margaret Carney, entreprend toute une série de rénovations et augmente le nombre des étudiants de la School of Business et du Franciscan Health Care Professions, avec des diplômes reconnus par l'université George-Washington et le Lake Erie College of Osteopathic Medicine.
Thomas Merton a enseigné l'anglais à Saint-Bonaventure pendant un an avant le début de la Seconde Guerre mondiale et a habité au deuxième étage du Devereux Hall. C'est ici qu'il a mûri sa vocation et s'est décidé à entrer chez les Trappistes en 1941.
L'université Saint-Bonaventure est située sur la liste du U.S. News & World Report's de 2019 au premier rang pour ses valeurs de l'État de New York et au deuxième rang pour les universités du Nord.